# 美国内阁
美国内阁（英語：Cabinet of the United States），通常称为总统内阁（President's Cabinet），是美国总统的主要咨询机构，由副总统、15个联邦行政部门的部长及若干内阁级官员组成。虽然总统是内阁会议的主持人，但他并不正式属于内阁成员。内阁的职能不在于集体决策，而是作为一组由总统指定的重要行政官员，为总统提供政策建议，并具体负责各自部门的日常管理。目前，美国内阁共有26名成员，包括副总统、15位内阁部长以及10位内阁级官员。内阁会议一般在白宫西翼椭圆形办公室附近的会议室举行，成员按所属部门的设立先后顺序就座，成立时间最早的部门位置最靠近总统。
总统任命的内阁成员须经参议院确认，若为代理部长，即使尚未获得正式提名，也通常被邀请参与内阁会议。在参议院休会期间，如遇有职位出缺，总统有权任命官员补充缺额，任期于参议院下届会议结束时终结。副总统依据法律规定自动成为内阁成员，但不拥有对其他成员的直接指挥权。所有内阁官员直接向总统负责，而非隶属于副总统。除副总统外，所有成员皆为总统任命，服务于总统的行政方针，并可随时被总统罢免或调整其内阁身份，无需参议院同意。副总统作为选举产生的联邦官员，其任期与总统同步，不受总统罢免权制约。总统有权决定内阁的组织形式，包括设立特别委员会以处理跨部门事务。
根据《美国宪法》，内阁并未作为一个正式机构被明文规定。其存在与功能主要源于《美国宪法》第二条第二款中所谓“意见条款”（Opinion Clause），该条款授权总统可要求各部负责人就其职责范围内事务提供书面意见，从首任总统乔治·华盛頓开始，历届总统都设立内阁辅助其行使行政权。此外，《美国宪法》第二十五修正案规定，当总统无法履行职权时，副总统可与多数部门首长共同书面声明总统失去履职能力，从而启动权力移交机制。在总统继任顺位中，内阁成员的排序基于部门设立的时间先后。副总统为第一顺位继任者，其后依序为众议院议长、参议院临时议长，然后是国务卿，作为首位内阁部长排在继任顺位第四位。其他部长若符合条件，也依次列入继任序列。
此外，内阁成员虽由总统任命并服从总统指挥，但在实际行政中，他们在各自职责领域内拥有高度自主性与行政主导权。虽然在法律上，个别部长可以在其职权范围内作出违背总统意愿的决定，但由于总统可随时撤换内阁成员，这类情况极为罕见。总统可依需要重组内阁架构，设立专责委员会或调整机构隶属关系，确保行政运作的统一与效率。作为联邦高级官员，内阁成员除接受总统领导外，也必须遵守法律规定。如有“叛国、贿赂或其他重大罪行与不当行为”，国会众议院可对其提出弹劾，参议院负责审理并决定是否罢免。

## 历史
美国内阁制度的形成与发展，是美国宪政历史中一个逐步演进的过程。它并非由《美国宪法》直接设立，而是出自对行政权力组织形式的探索与实践，并随着联邦政府结构的扩展逐渐制度化，成为总统治理不可或缺的一部分。1787年制宪会议期间，与会代表们曾就总统应独自还是在部长内阁或枢密院的协助下行使行政权展开激烈辩论。最终，《美国宪法》第二条第一款规定：“行政权属于总统”，明确赋予总统个人行政权，同时第二条第二款又允许总统“就各执行部门首长其职责范围内的事务，书面要求其提出意见”，为内阁的存在和职能提供了法律依据，但并未强制规定总统必须设立内阁，也未明确部门数量与职权内容。这一模糊的安排为总统在组织行政机构时留下了极大裁量空间。
首任总统乔治·华盛顿于任内首次组织起由主要部门首长组成的非正式内阁，这一做法自此成为惯例。华盛顿的内阁成员共五人，除他本人外，包括国务卿托马斯·杰斐逊、财政部长亚历山大·汉密尔顿、战争部长亨利·诺克斯及司法部长埃德蒙·伦道夫。副总统约翰·亚当斯并未列席，因为当时副总统被视为参议院的立法官员，其职责主要为主持参议院会议，尚未被普遍认定为行政体系的一部分。直到19世纪中叶威廉·亨利·哈里森总统去世后，副总统是否能继任完整任期的问题才真正被实践所检验。进入20世纪后，副总统才逐渐被常态化地纳入内阁会议，并被视为总统行政团队中的一员。
历任总统对内阁会议的使用方式不尽相同。林肯政府时期，国务卿威廉·苏厄德曾主张采纳类似议会内阁制的协商式行政模式，但遭林肯否决。后来担任总统的伍德罗·威尔逊虽然在任教时也主张类似制度，但其执政期间并未实施这一体制。随时间推移，内阁会议的参与范围不断扩大。现代政府常将部分白宫高级幕僚及重要联邦机构负责人纳入内阁行列，不再局限于传统的部门首长。里根总统更是在其政府内设立七个“副内阁委员会”，负责对具体政策领域进行深入评估与协调，后任总统亦多沿用此种安排。
关于内阁成员的法律地位与权限，美国联邦法律也作出了一系列规定。根据在1948年制定的《美国法典》第三编第302节（3 U.S.C. § 302），关于总统授权事务的解释明确指出，若法律上推定某官员已依据总统授权行事，则无须额外明确授权。这项条文主要针对各执行部门首长，因为这些部门均由联邦法令设立，其职能与权限亦在法定框架下运作，由此推定其可在本部门职责范围内代表总统执行相关事务，而无需另行书面委任。
为了防止裙带关系干扰公务任命，1967年通过的《联邦反裙带关系法》（5 U.S.C. § 3110）明文禁止联邦官员任命其直系亲属担任某些政府职务，包括内阁职位。1998年颁布的《联邦职位空缺改革法》进一步规范了行政部门在部长职位空缺期间的临时管理安排。根据该法，总统或相关部门可从本部门的资深官员中，或前任政府任命的政务官员中，甚至在某些情况下从本届政府的中低阶官员中，临时指派代理首长。这一制度为行政权力的平稳过渡提供了保障，也增强了内阁运作的连续性与应急能力。

## 現任内阁成員

### 副總統及内阁部長
美國聯邦政府所有內閣成員在得到美國總統提名後，都需要獲得參議院的同意和批准方可正式就職。其中，美國副總統職位的特殊之處在於該職位是根據憲法由選舉產生。儘管有些政府官員被授予內閣職級，但總統行政辦公室內部份官員並非內閣正式成員，例如白宮幕僚長、總統國家安全事務助理和白宮新聞發言人等都不屬於憲法規定的內閣職位，而且這些職位的多數任命都不需要得到參議院確認。
以下列表是川普現時已宣佈將會提名的內閣官員人選，但除了副總統，在他上任後仍需參議院確認才會正式上任。
| 第二次川普內閣成員                                                                                       | 第二次川普內閣成員                                          | 第二次川普內閣成員                                                                                         | 第二次川普內閣成員                                            |
| --- | ----------------------------------------------------------- | --- | ------------------------------------------------------------- |
| 由選舉產生 待由參議院決議 代理職位 無須參議院確認                                                        |                                                             | |                                                               |
| 資料來源：                                                                                               |                                                             | |                                                               |
| 職位 提名 / 就任日期                                                                                     | 擔任者                                                      | 職位 提名 / 就任日期                                                                                       | 擔任者                                                        |
| – 副總統 2024年7月15日獲得提名 2024年11月5日確認當選 2025年1月20日就職                                   | 前任聯邦參議員 JD·萬斯 （俄亥俄州）                         | – 國務卿 2024年11月13日獲得提名 2025年1月21日就職 美国国际开发署代理署长 2025年2月3日就职 2025年7月1日撤职 | 前任聯邦參議員 · （佛羅里達州）                               |
| – 財政部長 2024年11月22日獲得提名 2025年1月28日就職                                                      | Key Square集團行政總裁 斯科特·貝森特 （南卡罗来纳州）       | – 國防部長 2024年11月12日獲得提名 2025年1月25日就職                                                        | 陸軍國民警衛隊少校和新聞電視主持人 皮特·赫格塞斯 （田納西州） |
| – 司法部長 2024年11月21日獲得提名 2025年2月5日就職                                                       | 前任佛羅里達州總檢察長 帕姆·邦迪 （佛羅里達州）             | – 內政部長 2024年11月14日獲得提名 2025年2月1日就職                                                         | 前任北達科他州州長 道格·伯古姆 （北達科他州）                 |
| – 農業部長 2024年11月23日獲得提名 2025年2月13日就職                                                      | 前任美国国内政策委员会代理主任 布魯克·羅琳絲 （德克薩斯州） | – 商務部長 2024年11月19日獲得提名 2025年2月21日就職                                                        | 坎托·菲茨杰拉德行政總裁 霍華德·盧特尼克 （紐約州）            |
| – 勞工部長 2024年11月22日獲得提名 2025年3月11日就職                                                      | 前任聯邦眾議員 洛麗·查韋斯-德雷默 （俄勒岡州）              | – 衛生及公共服務部部長 2024年11月14日獲得提名 2025年2月13日就職                                            | 環境律師 小罗伯特·F·肯尼迪 （加利福尼亞州）                   |
| – 住宅及城市發展部長 2024年11月22日獲得提名 2025年2月5日就職                                             | 前任德克薩斯眾議員 史葛·特納 （德克薩斯州）                 | – 運輸部長 2024年11月18日獲得提名 2025年1月28日就職                                                        | 前任聯邦眾議員 肖恩·達菲 （威斯康星州）                       |
| – 能源部長 2024年11月16日獲得提名 2025年2月4日就職                                                       | 自由能源行政總裁 克里斯·賴特 （科羅拉多州）                 | – 教育部長 2024年11月19日獲得提名 2025年3月3日就職                                                         | 前小企业管理局局長 琳达·麦克马洪 （康涅狄格州）               |
| – 退伍軍人事務部長 2024年11月14日獲得提名 2025年2月5日就職 美國政府道德辦公室代理主任 2025年2月12日就职  | 空軍預備役上校和前任聯邦眾議員 道格·柯林斯 （佐治亞州）     | – 國土安全部長 2024年11月12日獲得提名 2025年1月25日就職                                                    | 前任南达科他州州长 克丽丝蒂·诺姆 （南達科他州）               |
| 閣員级别官员 这个部分摘自： 第二次特朗普內閣 § 內閣級別官員 [ 编辑 ]                                     |                                                             | |                                                               |
| 職位 提名 / 就任日期                                                                                     | 擔任者                                                      | 職位 提名 / 就任日期                                                                                       | 擔任者                                                        |
| – 白宮幕僚長 2024年11月6日公布 2025年1月20日正式就任                                                     | 現任政治顧問 （佛羅里達州）                                 | – 國家安全顧問 2024年11月12日公布 2025年1月20日正式就任                                                    | 陸軍國民警衛隊上校和前任聯邦眾議員 邁克·華爾茲 （佛羅里達州） |
| – 國土安全顧問 2024年11月13日公布 2025年1月20日正式就任                                                  | 前任總統高級顧問 史蒂芬·米勒 （華盛頓特區）                 | – 國家環境保護局局長 2024年11月11日獲得提名 2025年1月29日就職                                              | 陸軍預備役中校和前任聯邦眾議員 李·澤爾丁 （紐約州）           |
| – 行政管理和預算局局長 2024年11月22日獲得提名 2025年2月7日就職 消費者金融保護局代理主任 2025年2月7日就职 | 前任行政管理和預算局局長 羅素·沃特 （維吉尼亞州）           | – 國家情報總監 2024年11月13日獲得提名 2025年2月12日就職                                                    | 陸軍預備役中校和前任聯邦眾議員 圖爾茜·加巴德 （夏威夷州）     |
| – 中央情報局局長 2024年11月12日獲得提名 2025年1月23日就職                                                | 前任國家情報總監 约翰·拉特克利夫 （德薩斯州）               | – 美國貿易代表 2024年11月26日獲得提名 2025年2月26日就職                                                    | 前任美國貿易代表處幕僚長 傑米森·格里爾 （馬里蘭州）           |
| – 美国常驻联合国代表 2025年1月20日就職代理                                                               | 職業外交官 多蘿西‧謝伊 （北卡羅來納州）                     | – 小企業管理局局長 2024年12月4日獲得提名 2025年2月20日就職                                                 | 前任聯邦參議員 凱莉·萊夫勒 （佐治亞州）                       |

## 前内阁部门
1. 美国战争部（1789年-1947年）：美国国防部的前身。
2. 美国海军部（1798年-1947年）：并入新的美国国防部。
3. 美国邮政部（1829年-1971年），及其负责人美国邮政部长：改组为美国邮政局（United States Postal Service），屬於新設独立机构。
4. 美国教育部（1979年-2025年），职权并入各州教育局。

## 已更名閣員職稱
1. 美国外交部长（United States Secretary of Foreign Affairs）：设立于1789年7月，1789年9月更名为美国国务卿。[8]
2. 美国商务与劳工部长（United States Department of Commerce and Labor）：设立于1903年，在1913年更名为美国商务部长（United States Secretary of Commerce），其所负责的有关劳工问题转由新设立的美国劳工部长（United States Secretary of Labor）负责。
3. 美国卫生、教育与福利部长（Secretary of Health, Education, and Welfare）：设立于1953年，在1979年更名为美国卫生及公共服务部长（United States Secretary of Health and Human Services），其所负责的有关教育问题转由新设立的美国教育部长（United States Secretary of Education）负责。

## 间歇性提升至閣員級別地位之官職
1. 聯邦緊急事務管理署署长（1996年-2001年）：联邦应急管理局是于1979年设立的一个独立机构，1996年其负责人升级为内阁级别[9]，2003年联邦应急管理局并入新成立的美国国土安全部。
2. 中央情报总监（1981–1989、1995年-2001年）[10][11][12]
3. 美国毒品管制局局长（1993年-2009年）[13][14]。
4. 美国小企业管理局局长（1994年-2001年、2012年至今）[15][16]。
5. 驻联合国大使（1953–1989、1993–2001、2009–2018、2021–至今）
6. 经济顾问委员会主席（1977–1981、1993–2001、2009–2017、2021–2025）
7. 国家情报总监（2017年至今）
8. 科学和技术政策办公室主任（2021年–2025年）
9. 中央情报局局长（2017年-2021年、2025年至今）

## 曾拟议设立之内阁部门
1. 美国商业和工业部（十九世纪八十年代由于商业利益问题而提出设立。）
2. 美国农业和劳工部（由美国国会议员提议设立。）
3. 美国和平部（由美国国会众议员丹尼斯·库辛尼奇（Dennis Kucinich），参议员马修·尼利（Matthew Neely）和另外一些美国国会议员提议设立。）[17]
4. 美国公共福利部（由美国总统 沃伦·哈定提议设立。）
5. 美国自然资源部（由美国前总统赫伯特·胡佛，德怀特·艾森豪威尔内阁，理查德·尼克松和共和党国家论坛在1976年提议设立。）
6. 美国社会福利部（由美国总统 富兰克林·罗斯福提议设立。）
7. 美国公共工程部（由美国总统 富兰克林·罗斯福提议设立。）
8. 美国自然保护部（由美国内政部长 哈罗德·L·艾克斯提议设立。）
9. 美国城市事务部（由美国总统 约翰·肯尼迪提议设立。）
10. 美国商业和劳工部（由美国总统 林登·约翰逊提议设立。）
11. 美国社区发展部（由美国总统 理查德·尼克松提议设立，主要负责基础设施建设。）
12. 美国人力资源部（由美国总统 理查德·尼克松提议设立，基本上是美国卫生教育与福利部的改组。）
13. 美国经济发展部（由美国总统 理查德·尼克松提议设立，基本上是美国商务部和美国劳工部的合并。）
14. 美国环境保护部（由美国参议员阿兰·斯贝克特（Arlen Specter）提议设立。）
15. 美国国际贸易部（由美国传统基金会提议设立。）
16. 美国全球发展部（由全球发展中心（Center for Global Development）提议设立。）
17. 美国文化部（由藝人昆西·琼斯提议设立。）[18]

## 延伸阅读
- Rudalevige, Andrew. "The President and the Cabinet", in Michael Nelson, ed., The Presidency and the Political System, 8th ed. (Washington, D.C.: CQ Press, 2006).
- Grossman, Mark. Encyclopedia of the United States Cabinet (three volumes).  Santa Barbara, California: ABC-CLIO, 2000. ISBN 0-87436-977-0.  A history of the United States and Confederate States cabinets, their secretaries, and their departments.
- Bennett, Anthony. 'The American President's Cabinet' Houndmills, Basingstoke, Hampshire: Macmillan, 1996. ISBN 0-333-60691-4. A study of the U S Cabinet from Kennedy to Clinton.